# Nuuksio
Nuuksio (finnisch) oder Noux (schwedisch) ist einer der äußeren Stadtteile der zweisprachigen finnischen Großstadt Espoo. Das Gelände ist wegen seiner für finnische Verhältnisse ungewöhnlich steil aufragenden Felsen unwegsam und daher kaum besiedelt. Es befinden sich dort ausgedehnte Waldungen, Moore und Seen.
Der Stadtteil ist namensgebend für den Nationalpark Nuuksio, der sich auch auf das Gebiet der Nachbargemeinden Kirkkonummi und Vihti erstreckt.